# I segreti di Gray Mountain
I segreti di Gray Mountain (titolo originale Gray Mountain) è un romanzo di John Grisham del 2014.
Il romanzo è un thriller legale che si svolge sugli Appalachi, tra Alabama, Mississippi e Georgia dopo la Grande recessione.

## Trama
Samantha Kofer, giovane avvocato di successo, perde il lavoro a causa della crisi del 2008 ed è costretta a trasferirsi sui monti Appalachi, un luogo selvaggio e senza legge.

## Edizioni in italiano
- John Grisham, I segreti di Gray Mountain, traduzione di Nicoletta Lamberti, Mondadori, Milano 2014 ISBN 978-88-04-64715-7
- John Grisham, I segreti di Gray Mountain, traduzione di Nicoletta Lamberti, Mondadori, Milano 2014 ISBN 978-88-04-64795-9
- John Grisham, I segreti di Gray Mountain, traduzione di Nicoletta Lamberti, Mondadori, Milano 2015 ISBN 978-88-6621-110-5
- John Grisham, I segreti di Gray Mountain, legge: Cazzador, S., Modena, 2016
- John Grisham, I segreti di Gray Mountain, traduzione di Nicoletta Lamberti, Mondadori, Milano 2016 ISBN 978-88-04-66712-4